# Mouse Randolph
Irvin „Mouse“ Randolph (* 22. Januar 1909 in St. Louis, Missouri; † 12. Dezember 1997) war ein US-amerikanischer Swing- und Rhythm-and-Blues-Trompeter. 

## Leben und Wirken
Randolph spielte Ende der 1920er Jahre auf Flussdampfern mit Fate Marable, arbeitete danach mit zahlreichen Territory Bands wie der von Walt Farrington, Willie Austin (1925/26), Art Sims (1926), Norman Mason (1926), Floyd Campbell (1927/28), Alphonse Trent (1928) und J. Frank Terry. Kam schließlich nach Kansas City, wo er für Andy Kirks Band Twelve Clouds of Joy von 1931 bis 1933 verpflichtet wurde. 1934 spielte er in New York City kurz in der Band von Fletcher Henderson, später bei Benny Carter. Zwischen 1935 und 1938 arbeitete er u. a. bei Lucky Millinder und Cab Calloway. Im Jahr 1938 nahm er mit Teddy Wilson die Titel „With Thee I Swing“, „Who Loves You“ und „Tea For Two“ auf, spielte mit Chu Berry („Maelstrom“, 1937) und im Orchester von Lionel Hampton. Von 1940 bis 1942 war in Ella Fitzgeralds Band, 1943 bei Don Redman und von 1944 bis 1948 trat er mit Edmond Hall im New Yorker Café Society auf („Continental Blues“, 1945).
In den 1950er Jahren nahm Randolph Platten mit Pearl Bailey auf und spielte mit verschiedenen Rhythm and Blues-Orchestern und Latinbands; 1955 gastierte er im Savoy Ballroom und arbeitete ab 1957 mit Chick Morrison in New York.  

## Diskographische Hinweise
- Ella Fitzgerald 1939-1940 (Classics)